# Carsosaurus
Carsosaurus marchesetti
Genre
Espèce
Carsosaurus est un genre éteint de reptiles semi-aquatiques appartenant à la super-famille des mosasaures, ayant vécu durant le Crétacé supérieur dans ce qui est aujourd'hui l'Europe. Une seule espèce est connue, Carsosaurus marchesetti, décrite en 1893 à partir d'un unique spécimen presque complet découvert en Slovénie. L'unique fossile attribué à ce taxon contient de nombreux os différents ainsi que des empreintes cutanées et du cartilage au niveau du sternum. Bien qu'il faut plus de restes pour confirmer formellement sa classification, les chercheurs pensent généralement qu'il appartient aux Aigialosauridae. C'est un animal amphibie qui passait la plupart de son temps sur la terre ferme, bien que ses parents ultérieurs deviendront entièrement aquatiques.

## Découverte et nommage
Carsosaurus fut initialement décrit en 1893 par le naturaliste et paléontologue autrichien Andreas Kornhuber à partir d'un squelette unique et presque complet du Civico Museo di Storia Naturale di Trieste (en), découvert dans le plateau du Karst, près de Komen en actuelle Slovénie. Dans son ouvrage, il le compare à Acteosaurus (en), car les deux animaux ont été découverts dans la même zone. Les deux taxons ayant de nombreuses différences notables, Kornhuber en conclu qu'ils ne sont pas étroitement liés : Acteosaurus serait un Dolichosauridae (en), tandis que Carsosaurus ressemble plus à un varan. Pour le « beau et mémorable lézard du Karst », selon ses propres termes, il choisit le nom générique Carsosaurus, attribuant le titre Carsosaurus marchesetti au spécimen holotype. L'épithète spécifique est nommé en l'honneur du directeur du musée, le Dr. Carlo de Marchesetti.

## Description
Carsosaurus n'est connu que d'un seul spécimen, actuellement conservé au Civico Museo di Storia Naturale di Trieste, en Italie. Sur ce fossile, il manque le crâne, les vertèbres cervicales antérieures et une grande partie de la queue, mais il reste néanmoins très complet en termes de préservation. La longueur totale des pièces conservées est de 97,5 cm. Kornhuber émet l'hypothèse que la partie absente de la queue pouvait avoir été deux fois plus longue que le corps, de 67 cm à 130 à 140 cm. Au niveau du tronc, le squelette mesure 14,5 cm de large. Il n'y a que 3 vertèbres cervicales présentes (étant les 3 les plus éloignées de la tête), mais il y en avait probablement 7 à 9 au total. De même, seules 12 vertèbres caudales sont présentes dans le fossile, mais il peut y en avoir eu plus de 100. Il y a 5 paires de vraies côtes et 3 à 4 paires présumées supplémentaires de fausses côtes. Les empreintes de l'épiderme sont également conservées, qui montrent des écailles en forme de losange, épaissies sur les marges. Il y a aussi du cartilage sternal minéralisé, qui est gros et en forme de bouclier.

## Classification

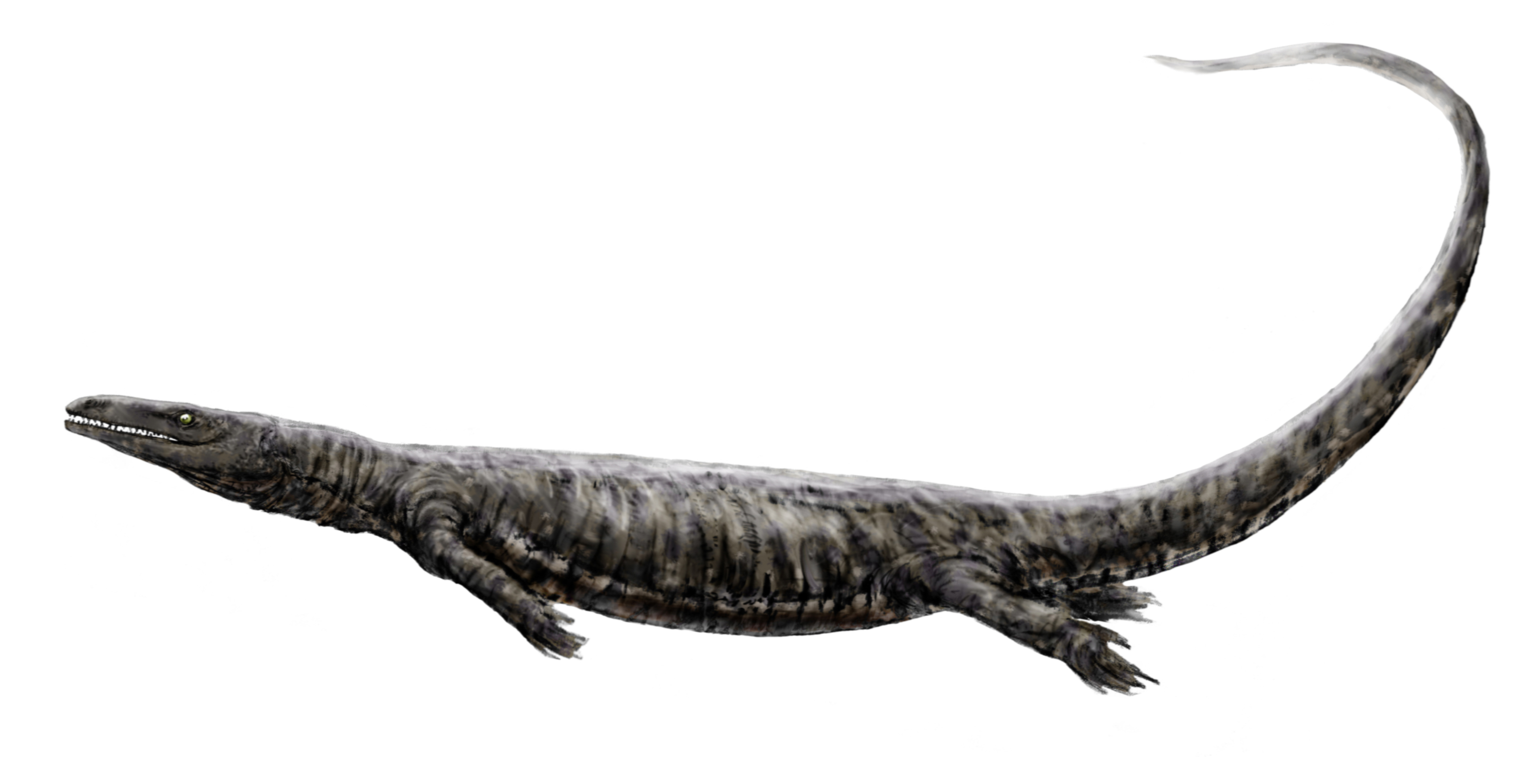
Reconstitution d'Aigialosaurus, un proche parent de Carsosaurus.

Kornhuber classe initialement Carsosaurus parmi les Aigialosauridae, en raison de ses caractéristiques postcrâniens. Près d'un siècle plus tard, en 1992, Robert L. Carroll et Michael Debraga proposent que Carsosaurus pourrait ne pas appartenir à cette famille en raison de ses ratios inhabituels d'os des membres, bien qu'ils notent également qu'il est tout à fait possible qu'il le fasse encore. Une étude ultérieure publié en 1995 par Michael W. Caldwell, Carroll et Hinrich Kaiser soutient la possibilité que Carsosaurus serait un Aigialosauridae, suggérant en outre que C. marchesetti pourrait appartenir au genre Aigialosaurus, ce qui invaliderait par conséquent le premier taxon nommé. Jusqu'à ce que d'autres éléments soient récupérés, rien ne peut être définitivement établi. Carsosaurus est donc considéré comme un nomen dubium depuis sa description.

## Paléobiologie
Kornhuber considère Carsosaurus comme semi-aquatique, bien que principalement terrestre. Sa longue queue peut avoir servi comme gouvernail de secours, ainsi qu'un outil de défense, de préhension, d'escalade et de propulsion. Le squelette fossile contient ce que Kornhuber interprète comme les restes de nombreux petits poissons, lézards et peut-être des amphibiens, indiquant que Carsosaurus était un chasseur qui consommait des proies vivantes entières. Cependant, en 2001, Caldwell et Michael S. Y. Lee propose qu'il ne s'agit pas de contenu intestinal, mais plutôt de restes d'embryons. Leur positionnement indique qu'ils seraient nés la queue en premier, pour réduire le risque de noyade, car de cette façon leurs narines sortiraient en dernier. Comme l'un est situé dans le bassin, il est possible que le spécimen soit mort en donnant naissance. La capacité de Carsosaurus et d'autres proches parents semi-aquatiques précoces à donner naissance de cette manière aurait réduit leur dépendance à la terre ferme, permettant leur évolution en mosasaures massifs entièrement aquatiques, qui ont vécu d'il y a 98 millions d'années jusqu'à la fin du Crétacé, il y a 65,5 millions d'années.

## Paléoécologie
Le seul spécimen actuellement connu de Carsosaurus a vécu entre le Cénomanien et le Turonien, durant le Crétacé supérieur. Au Cénomanien, une grande partie de la région de Komen aurait été recouverte d'eau, avec un climat tropical ou subtropical. Les niveaux supérieurs étaient probablement bien oxygénés, en raison du grand nombre de poissons récupérés, tandis que le fond aurait été anoxique en raison de la rareté des fossiles d'invertébrés benthiques. Les terres exposées n'auraient pas été éloignées, étant donné les habitudes partiellement terrestres de nombreuses espèces de cette zone, incluant les aigialosaures. D'autres taxons qui vivaient ou étaient susceptibles d'avoir vécu dans la région de Komen pendant le Crétacé supérieur comprennent Komensaurus (en) (un autre genre d'aigialosauridés), des myctophidés, (une famille de poissons dont les représentants modernes peuvent être trouvés en eau profonde à travers le monde entier), des mollusques à carapace dure, des crustacés, des conifères et des ammonites.